# Lliga espanyola de beisbol
La Lliga espanyola de beisbol, coneguda com a Lliga Nacional Divisió d'Honor, és una competició esportiva de clubs espanyols de beisbol, organitzada per la Real Federación Española de Béisbol y Sófbol (RFEBS). Creada la temporada 1958, la primera edició comença el 23 de febrer i hi competiren els campions regionals: Hèrcules Les Corts, Acero de Madrid, Iturrogori de Bilbao i Saragossa. Després de breus parèntesis durant la dècada dels seixanta i setanta, es disputa de forma regular des de l'any 1978. El dominador de la competició és el CB Viladecans amb 21 títols consecutius.

## Historial
| En negreta = Equip guanyador (1) = Nombre de campionats Nota: Noms dels equips segons l'època |

| Edició                                      | Temporada                                   | Campió                                      | Subcampió                                   | refs                                        |
| Lliga Nacional Hispano Americana de beisbol | Lliga Nacional Hispano Americana de beisbol | Lliga Nacional Hispano Americana de beisbol | Lliga Nacional Hispano Americana de beisbol | Lliga Nacional Hispano Americana de beisbol |
| ------------------------------------------- | ------------------------------------------- | ------------------------------------------- | ------------------------------------------- | ------------------------------------------- |
| I                                           | 1958                                        | Hèrcules Les Corts (1)                      | Club Acero                                  | [ 1 ]                                       |
| II                                          | 1959                                        | Reial Madrid (1)                            | Hèrcules Les Corts                          | [ 3 ]                                       |
| III                                         | 1960                                        | Picadero-DAMM JC (1)                        | Reial Madrid                                | [ 4 ]                                       |
| IV                                          | 1961                                        | Reial Madrid (2)                            |                                             | [ 5 ]                                       |
| No es disputà entre 1962 i 1972             |                                             |                                             |                                             |                                             |
| Lliga Nacional de Primera Divisió           |                                             |                                             |                                             |                                             |
| V                                           | 1973                                        | Picadero Moritz JC (2)                      |                                             | [ 5 ]                                       |
| VI                                          | 1974                                        | Picadero PICEFF JC (3)                      | Condepols MBC                               | [ 5 ]                                       |
| No es disputà entre 1975 i 1977             |                                             |                                             |                                             |                                             |
| VII                                         | 1978                                        | Condepols MBC (1)                           |                                             | [ 6 ]                                       |
| VIII                                        | 1979                                        | Condepols MBC (2)                           |                                             |                                             |
| IX                                          | 1980                                        |                                             |                                             |                                             |
| X                                           | 1981                                        |                                             |                                             |                                             |
| XI                                          | 1982                                        | CB Viladecans (1)                           |                                             |                                             |
| XII                                         | 1983                                        | CB Viladecans (2)                           |                                             |                                             |
| XIII                                        | 1984                                        | CB Viladecans (3)                           |                                             |                                             |
| XIV                                         | 1985                                        | CB Viladecans (4)                           |                                             |                                             |
| División d'Honor de beisbol                 |                                             |                                             |                                             |                                             |
| XV                                          | 1986                                        | CB Viladecans (5)                           |                                             |                                             |
| XVI                                         | 1987                                        | CB Viladecans (6)                           |                                             |                                             |
| XVII                                        | 1988                                        | CB Viladecans (7)                           |                                             |                                             |
| XVIII                                       | 1989                                        | CB Viladecans (8)                           |                                             |                                             |
| XIX                                         | 1990                                        | CB Viladecans (9)                           |                                             |                                             |
| XX                                          | 1991                                        | CB Viladecans (10)                          |                                             |                                             |
| XXI                                         | 1992                                        | CB Viladecans (11)                          |                                             |                                             |
| XXII                                        | 1993                                        | CB Viladecans (12)                          |                                             |                                             |
| XIII                                        | 1994                                        | CB Viladecans (13)                          |                                             |                                             |
| XXIV                                        | 1995                                        | CB Viladecans (14)                          | CD Arga                                     |                                             |
| XXV                                         | 1996                                        | CB Viladecans (15)                          | CD Arga                                     |                                             |
| XXVI                                        | 1997                                        | CB Viladecans (16)                          |                                             |                                             |
| XXVII                                       | 1998                                        | CB Viladecans (17)                          |                                             |                                             |
| XXVIII                                      | 1999                                        | CB Viladecans (18)                          | CD Arga                                     |                                             |
| XXIX                                        | 2000                                        | CB Viladecans (19)                          |                                             |                                             |
| XXX                                         | 2001                                        | CB Viladecans (20)                          |                                             |                                             |
| XXXI                                        | 2002                                        | CB Viladecans (21)                          |                                             | [ 2 ]                                       |
| XXXII                                       | 2003                                        | CB Sant Boi (1)                             | Tenerife Marlins PC                         | [ 7 ]                                       |
| XXXIII                                      | 2004                                        | Rojos Tenerife (1)                          | Tenerife Marlins PC                         | [ 8 ]                                       |
| XXXIV                                       | 2005                                        | Tenerife Marlins PC (1)                     | Rojos Tenerife                              | [ 9 ]                                       |
| XXXV                                        | 2006                                        | Tenerife Marlins PC (2)                     |                                             |                                             |
| XXXVI                                       | 2007                                        | Tenerife Marlins PC (3)                     |                                             |                                             |
| XXXVII                                      | 2008                                        | Tenerife Marlins PC (4)                     | FC Barcelona                                | [ 10 ]                                      |
| XXXVIII                                     | 2009                                        | Tenerife Marlins PC (5)                     | FC Barcelona                                | [ 11 ]                                      |
| XXXIX                                       | 2010                                        | CB Sant Boi (2)                             | FC Barcelona                                |                                             |
| XL                                          | 2011                                        | FC Barcelona (1)                            | CB Sant Boi                                 |                                             |
| XLI                                         | 2012                                        | CBS Barcelona (1)                           | Tenerife Marlins PC                         |                                             |
| XLII                                        | 2013                                        | Tenerife Marlins PC (6)                     | CBS Barcelona                               |                                             |
| XLIII                                       | 2014                                        | Tenerife Marlins PC (7)                     | CBS Sant Boi                                |                                             |
| XLIV                                        | 2015                                        | Tenerife Marlins PC (8)                     | Astros València                             |                                             |
| XLV                                         | 2016                                        | Astros València (1)                         | Tenerife Marlins PC                         | [ 12 ]                                      |
| XLVI                                        | 2017                                        | Tenerife Marlins PC (9)                     | Astros València                             |                                             |
| XLVII                                       | 2018                                        | Tenerife Marlins PC (10)                    | Astros València                             |                                             |
| XLVIII                                      | 2019                                        | Tenerife Marlins PC (11)                    | San Inazio Bilbao Bizkaia                   | [ 13 ]                                      |
| XLIX                                        | 2020                                        | Astros València (2)                         | Tenerife Marlins PC                         | [ 14 ]                                      |
| L                                           | 2021                                        | Tenerife Marlins PC (12)                    | Astros València                             | [ 15 ]                                      |
| LI                                          | 2022                                        | Tenerife Marlins PC (13)                    | Astros València                             | [ 16 ]                                      |
| LII                                         | 2023                                        | Tenerife Marlins PC (14)                    | CBS Sant Boi                                | [ 17 ]                                      |